# Franz von Stuck
Franz von Stuck (Tettenweis, 23 febbraio 1863 – Monaco di Baviera, 30 agosto 1928) è stato un pittore simbolista-espressionista, nonché scultore, illustratore e architetto tedesco.
Nel 1892 fondò, insieme ad altri artisti, il movimento modernista della secessione di Monaco antesignano, assieme ad altre secessioni del periodo, dell'esperienza dell'Art Nouveau (Jugendstil in Germania).

## Biografia

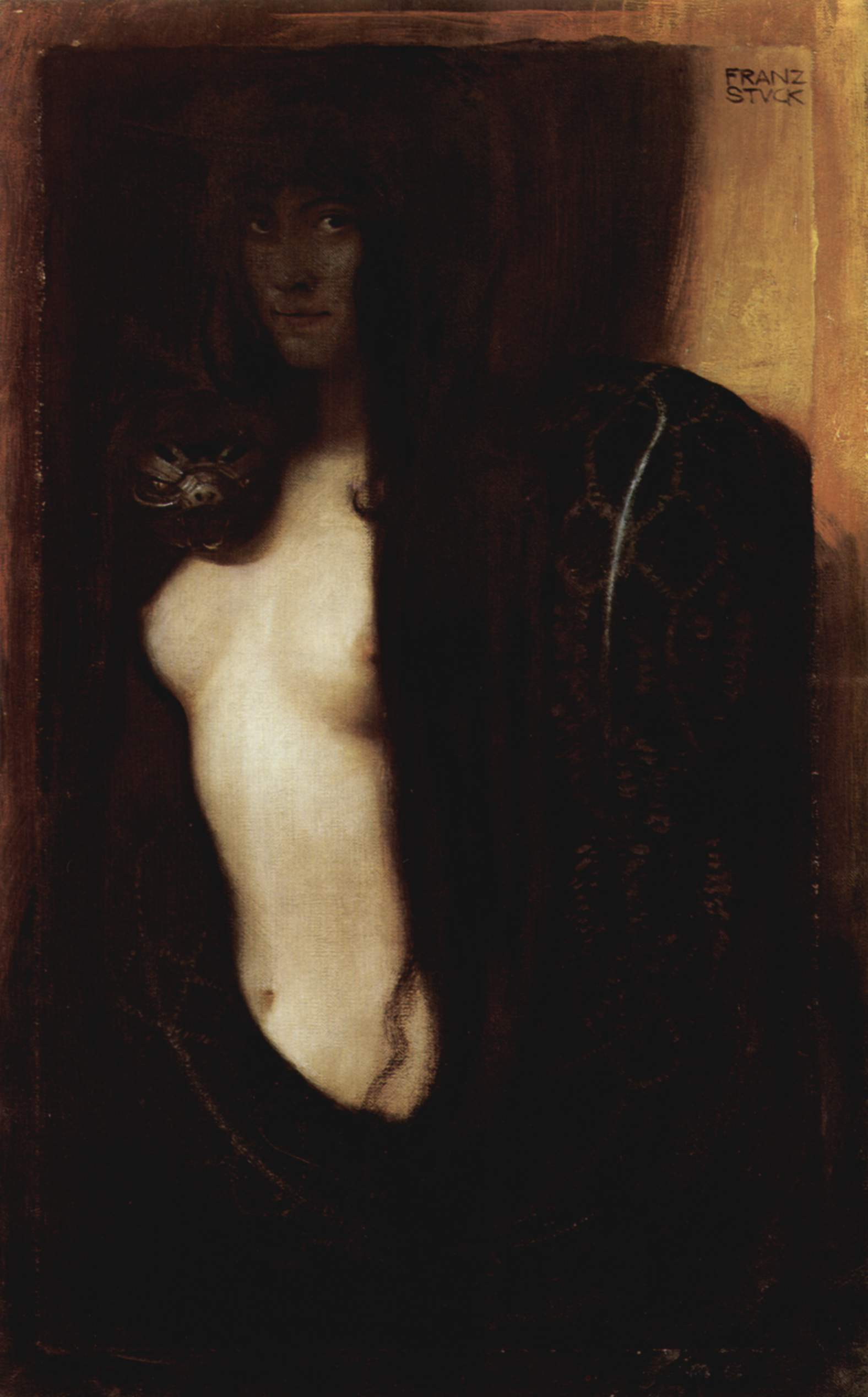
Franz von Stuck, Il peccato (Die Sünde), 1893, olio su tela, 95×60 cm. Neue Pinakothek, Monaco di Baviera

Nato nel villaggio bavarese di Tettenweis da una modesta famiglia cattolica di mugnai e contadini, Stuck mostrò già da fanciullo una viva inclinazione per il disegno. Per dare un impulso decisivo alla propria formazione artistica, nel 1878 il giovane Franz si trasferì a Monaco di Baviera, dove frequentò la Scuola di arti decorative, il Politecnico (1882-84) e infine l'Accademia (1885-89).
Diventato noto per alcune vignette stese per la rivista Fliegende Blätter, l'esordio di Stuck come artista si data nel 1889, quando espose le sue prime tele al Glaspalast di Monaco: le opere, ispirate dai quadri di Arnold Böcklin e caratterizzate da un sapore sensuale e istrionico, riscossero molti plausi, e pure una medaglia d'oro (assegnata al dipinto Il guardiano del Paradiso).
Nel 1892 Stuck co-fondò la Secessione di Monaco, sotto la cui egida si raccolsero tutti quegli artisti insofferenti di ogni convenzionalismo accademico; del movimento concepì anche il manifesto, quello raffigurante la divinità ellenica Atena con l'elmo. Intanto, nel 1892 eseguì Il Peccato (Die Sünde), opera che - raffigurando Eva avvinta ad un serpente - riscosse un successo furioso e contribuì a rafforzare la sua notorietà europea; nel 1895, a soli trentadue anni, gli venne affidata la cattedra di disegno in quell'Accademia di Monaco che lo vide inizialmente formarsi.
Di una delle sue modelle Stuck si invaghì a tal segno da farla sua sposa: era costei Mary Lindpainter, un'americana monachense d'adozione, con la quale Stuck convolò a nozze nel 1897. I due novelli sposi si trasferirono l'anno successivo nella Villa Stuck, un'imponente casa-atelier progettata e fatta costruire dallo stesso artista, in un massiccio stile neoclassico. Stuck ideò sia la veste architettonica, ispirata ad un quadro di Böcklin, La villa sul mare, sia le decorazioni interne, compresi i mobili, i quadri e le sculture, per le quali ricevette una medaglia d'oro all'Esposizione Universale di Parigi del 1900.
Investito nel 1905 del titolo di cavaliere dell'Ordine al merito della corona bavarese dal principe reggente Leopoldo di Baviera, allo scorcio del secolo Stuck vide la propria fama lentamente scemare; ciò malgrado, fu comunque protagonista di una mostra monografica a lui dedicata alla Biennale di Venezia del 1909 (l'anno successivo se ne terrà un'altra a Roma), venendo apprezzato da artisti della levatura di Kandinskij, Klee e Albers, che già seguirono i suoi corsi di pittura.

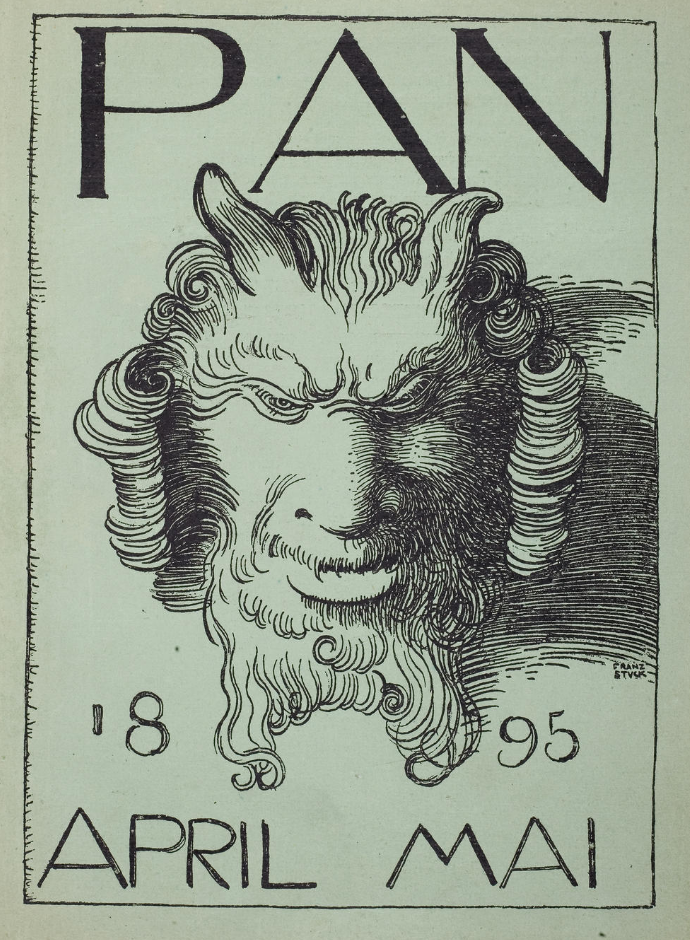
Franz von Stuck, frontespizio di Pan, 1895. Stuck scelse la mitologia classica quale costante iconografica della sua produzione grafica

Franz von Stuck morì di infarto il 30 agosto 1928 a Monaco di Baviera; sinceramente pianto dai suoi contemporanei, fu sepolto accanto alla moglie Mary nel cimitero Waldfriedhof.

## Stile
La produzione pittorica di Franz von Stuck si impone con accenti di forte simbolismo, sostanziandosi di opere esplicitamente desunte dalla mitologia greco-romana e dalla religiosità pagana. Le caratteristiche principali delle opere di Stuck sono riscontrabili già nelle tele degli esordi: il languore dell'erotismo femminile (Innocenza), la trattazione dissacrante di tematiche religiose (Il guardiano del Paradiso) e infine l'interesse per i personaggi mitologici del mondo classico, come l'amato dio Pan, raffigurati all'interno di una natura selvaggia e primitiva (Combattimento tra fauni).
Mostrandosi assai sensibile alle composizioni di Arnold Böcklin (suo genio tutelare) e di Hans Thoma, Stuck fuse le influenze esercitate dal Naturalismo e dall'Impressionismo, dando così vita a uno stile assolutamente personale, un simbolismo mistico di una grandezza primordiale: è all'insegna di questo orientamento di gusto che l'artista dipinse i suoi famosi combattimenti tra centauri.
Altra peculiarità dello stile di Stuck, inoltre, è l'attenzione che pose nella selezione delle cornici delle sue tele, scelte per integrarsi armoniosamente all'opera inquadrata: la maggior parte di queste cornici sono massicce e riccamente intagliate, differenziandosi così dalla massa di prodotti in serie che, pur presentando un basso costo, erano privi di identità.

## Opere
Tra le sue opere più note, spesso realizzate in più versioni, si ricordano: 
- Il guardiano del Paradiso (1889);
- Lucifero (1889-1890);
- L'assassino (o le Erinni) (1890);
- Il peccato (Die Sünde) (1893);
- Il bacio della Sfinge (1895);
- Amazzone ferita (1905);
- Salomè (1906);
- Giuditta e Oloferne (1927).

## Allievi
- Josef Albers
- Giorgio de Chirico
- Julius Ussy Engelhard
- Wassily Kandinsky
- Paul Klee
- Rudolf Levy
- Fritz Mühlbrecht
- Christian Schad
- Walter Schnackenberg